# Raid d'aventura
|  | Per a altres significats, vegeu «Raid». |

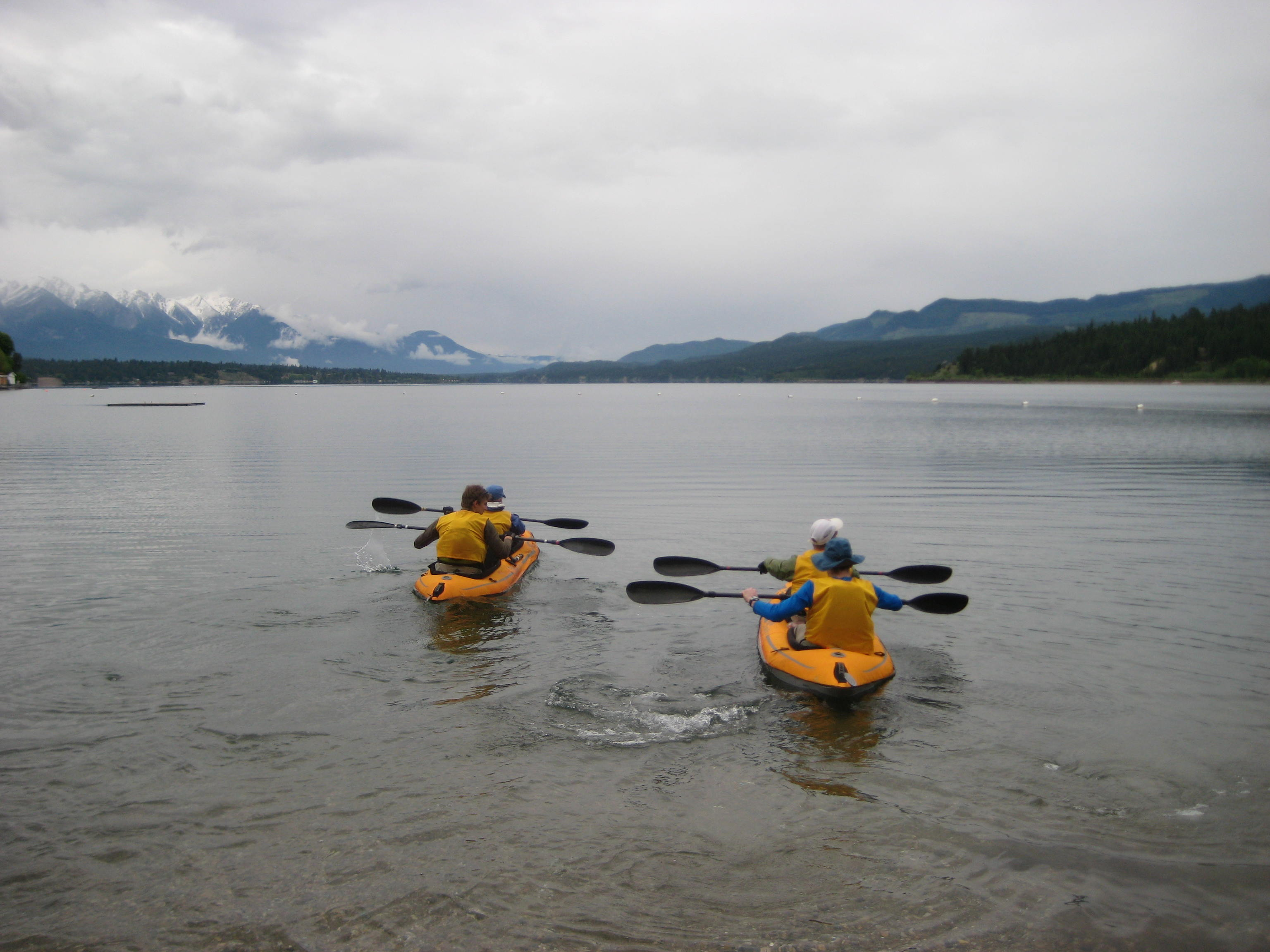
L'equip Wild Rose competint en la secció de rem, en Full Moon (Canadà) el juny de 2009, Raid de Panorama Mountain Village.

El raid d'aventura és una de les sis modalitats esportives que formen la Federació de Curses d'Orientació de Catalunya (FCOC), de qui depenen totes les proves oficials d'aquesta disciplina a Catalunya.
Un raid d'aventura és una modalitat de l'orientació en la qual l'equip competidor navega camp a través realitzant diferents disciplines esportives, amb l'objectiu d'aconseguir la màxima puntuació passant pel major número de controls en el mínim temps possible.
Les proves tenen diferents formats i categories, i poden anar des de les més populars i familiars fins a les considerades elit o esport extrem. Sempre inclouen la combinació de dues o més disciplines de resistència, camp a través, ciclisme de muntanya, caiac, escalada, tir amb arc, etc.
Un "esdeveniment expedició" pot ser de diversos dies, mentre un "esdeveniment esprint" es pot completar en qüestió d'hores. No sol haver un període de descans nocturn obligat durant les carreres, els competidors han de triar quan descansar, en el cas que vulguin fer-ho. En la majoria de raids d'aventura, els equips han de tenir una mida determinada i incloure tant homes com dones. Alguns també inclouen categories per edats.

A Espanya, la FEDO (Federación Española de Orientación) és qui s'encarrega d'organitzar la LERA  (Liga Española de Raids d'Aventura) i el Campionat d'Espanya de Raids d'Aventura (CERA ).

## Descripció
De les diferents modalitats d'Orientació Esportiva i esports de navegació pel medi natural que s’engloben dins la Federació de Curses d'Orientació de Catalunya, els Raids d'Aventura és la modalitat de l'orientació en la qual l'equip competidor navega camp a través realitzant diferents disciplines esportives, amb l'objectiu d'aconseguir la màxima puntuació passant pel major número de controls en el mínim temps possible.
Al llarg del recorregut de la prova es succeeixen varies disciplines esportives relacionades amb el medi natural: orientació modalitat a peu, orientació modalitat rogaine, orientació modalitat amb BTT, cursa de muntanya, alpinisme, escalada, ràpel, maniobres amb cordes, vies ferrades, tirolina, barrancs, patins, tir amb arc, piragüisme, espeleologia, caiac de mar, ràfting, hidrospeed, natació en aigües obertes...

### • Per equips
La participació és per equips, i els seus components estan obligats a competir junts en tot moment, excepte en aquells moments en què l'organització permeti la seva separació.

### • Contrarellotge per punts
Els resultats de les seccions i proves especials s’expressen amb punts. En cas d'empat a punts, l'equip que menys temps inverteixi en completar el recorregut serà el guanyador. Hi haurà un temps màxim per completar el raid d'aventura.

### • Estratègia
És de vital importància ja que els equips han d'escollir els controls que faran, per tal d'obtenir el màxim de punts, en funció de les seves capacitats.

### • De resistència i supervivència
- Són proves de llarga duració, amb l'objectiu de posar a prova tant la capacitat de resistència física com psicològica dels participants.
- Els equips són autosuficients durant tota la prova. L'assistència està prohibida, excepte en aquells punts autoritzats per l'organització.
- L'estratègia logística té gran rellevància.
- La pròpia orografia, la vegetació i els obstacles naturals són els que marquen el verdader atractiu i dificultats de la prova. S’aprofiten en el seu estat natural per plantejar sobre ells les diferents disciplines, seccions i proves especials, sempre de forma respectuosa i compatible amb el medi natural.

### • Elements no motoritzats.
Generalment només es permet l'ús de mitjans esportius no motoritzats, de locomoció i de seguretat, pel desplaçament pel terreny i per superar les dificultats i proves especials de la prova.

### • Navegació / Recorregut d'orientació / Ús de mapes o representació del territori
- El recorregut no està senyalitzat i és secret fins l'hora de sortida. Per la navegació d'un control a un altre s’utilitzen diferents tipus de mapes o representacions del territori.
- L'itinerari entre control i control és lliure, excepte en les zones indicades per l'organització com a prohibides. La prova s’estructura amb controls de pas obligat i/o voluntari, entre la sortida i l'arribada.
- La principal font d'informació sobre el recorregut són els mapes, el que exigeix el domini d'habilitats d'orientació. També s’utilitzen altres representacions del territori: ressenyes espeleologia, ressenyes de barrancs, mapa urbà, ortofotomapa, road-book, mapa topogràfic, mapa d'orientació específic, etc.

## Breu història de la disciplina.

### A nivell internacional
Les arrels dels Raids d'Aventura són profundes i encara es debat l'origen de les curses modernes. Alguns apunten als dos dies del "Karrimor International Mountain Marathon", celebrat per primera vegada el 1968, com el naixement dels raids d'aventura moderns. En la Marató de Karrimor, en el qual es recorria una distància equivalent a dues maratons a través d'un terreny muntanyós, eren necessaris equips de dues persones que portaven tots els subministraments necessaris per mantenir-se a si mateixos.
El 1980, va tenir lloc a Nova Zelanda l'"Alpine Ironman". Els competidors van córrer, van remar i van esquiar fins a una meta distant. Més tard el mateix any, el creador del "Alpine Ironman" Robin Judkins, va posar en marxa la carrera "Costa a Costa" més coneguda, en què va introduir la majoria dels elements moderns dels raids d'aventura: senderisme, bicicleta i rem. Independentment d'això, una cursa nord-americana, l'"Alaska Mountain Wilderness Classic" va debutar el 1982, amb una carrera de sis dies on els competidors portaven tots els aliments i equip, sense carreteres ni suport durant 241 quilòmetres. El raid continua en l'actualitat, canviant les rutes cada 3 anys.
El 1989, l'era moderna dels raids d'aventura havia arribat amb claredat, Gerald Fusell va organitzar el "Raid Gauloises" de Nova Zelanda. Inspirat pel Ral·li París-Dakar, Fusell va preveure una carrera "d'aquestes característiques", en el qual els competidors emprarien les seves forces i habilitats en un terreny ampli i de difícil travessia. La cursa va incloure tots els elements moderns dels raids d'aventura, incloent equips mixtes competint en una cursa de diversos dies de més de 640 quilòmetres. Basant-se en el concepte Fusell, es va organitzar el primer raid "Southern Traverse", que es va celebrar el 1991.
A principis dels 90, Mark Burnett va llegir un article del LA Times sobre el "Raid Gauloises" i el va inspirar per no només organitzar una carrera als Estats Units, sinó també promoure com un esdeveniment esportiu televisat. Després de comprar els drets de Gerald Fusell, Burnett va llançar el primer raid "Eco-Challenge" el 1995. Burnett va promoure l'esdeveniment amb pel·lícules, premiades en els Emmy (aprofitant el talent de Mike Sears per produir les pel·lícules dels dos primers esdeveniments). L'"Eco-Challenge" es va celebrar per última vegada el 2002. Amb la "Eco-Challenge", també va néixer el nom de "raid d'aventura", una frase encunyada pel periodista i escriptor Martí Dugard per descriure la classe de carreres com el "Raid Gauloises" i l'"Eco-Challenge".
També destacaren raids com el MildSeven, el Southern Traverse, l'Adrenalin Rush, el Hi-Tec Adventure Quest, el Raid The North Extreme o el Raid Trans Atlas, entre d'altres. El primer Campionat del Món de raids d'aventura tingué lloc a Suïssa l'any 2001 i a partir del 2004 començà a organitzar-se anualment. Des de llavors està inclòs dins les World Series de Raids d'Aventura, les quals han comprès raids internacionals com el GODZone Adventure Race, l'Expedition Africa, l'XPD Expedition Race, el Gold Rush Mother Lode, el Raid in France, l'Endurance Quest o el Bimbache Extrem.
A finals del 2024 es creà la Federacio Internacional IARA (International Adventure Racing Association) on s'integren com a membres fundadors la federació espanyola FEDO i la catalana FCOC.

### A Catalunya
A Catalunya, el “Raiverd” va ser un dels primers raids que es van organitzar a Europa. Des del 1991 fins a l'any 2000 per l'empresa No Limit, S.L. amb els germans Bohígas al capdavant. Els equips, formats per 4 corredors més una assistència, havien de superar diferents etapes durant els 7 dies que durava la competició. El Raiverd era d'una gran exigència tècnica i física i obligava als equips a dominar i ser autònoms en tot tipus de disciplines esportives al medi natural.
El 1993 Josep Calvet i Joan Carles Castellví organitzaren en terres tarragonines el TransAventur. Poc després els raids d'aventura s’estengueren i es crearen noves proves, com el raid EGAN, el raid Extrem Catalonia o el Tavertet Extrem. Entre el 2002 i el 2003 tingué lloc el Catalunya Aventura – Copa Salomon, un circuit de raids d'aventura que incloïa el Non-Stop La Pineda Platja, el Pirineus Aventura Bagà i el Pirineus Aventura Puigcerdà. El 2003 també s’organitzà el Natura Race, que combinava esports de terra i aigua, així com l'Atalanta Salomon, conegut posteriorment com Raid Women International Adventure Race o Raid WIAR, primer raid femení de l'Estat espanyol.
Des de la creació de la Copa d'Espanya i la Lliga Espanyola de raids d'aventura de la Federación Española de Deportes d'Orientación (FEDO) al començament del 2010, els corredors de raids d'aventura catalans hi tingueren un paper rellevant. Alguns dels més destacats foren Lluís Capdevila i Mònica Aguilera, campions del món de raids d'aventura (2000, 2001) amb l'equip Salomon Extrem Team, i guanyadors de nombrosos raids internacionals. També formaven part de l'equip José Manuel Menéndez i Eduard Barceló. L'any 2003 l'equip Buff Extrem Team, format pels catalans Eduard Barceló, Emma Roca i David Rovira, aconseguí el subcampionat d'Europa de raids d'aventura. Precisament Emma Roca i Arnau Julià formaven part del l'equip Buff Thermocool, que el 2010 es proclamà campió del món de raids d'aventura. Altres corredors catalans destacats són Albert Roca, Agustí Roc, Sergi Rodríguez, Gemma Arró, Núria Picas i Neus Parcerisas. L'any 2013 el Raid Bimbache Extrem, inclòs al World Series, es disputà a Catalunya.
A partir del 2011 la FCOC va començar a organitzar la Copa Catalana de Raids d'Aventura i el Campionat de Catalunya de la modalitat. El 2019, el Club Orientació Berguedà va recuperar el mític Raiverd en un format més curt i més obert a tot tipus d'esportistes.

## Organització i estructura de la disciplina.

### Organització internacional.
A inicis del 2024 ha nascut la Federació Internacional, la International Adventure Racing Association (IARA) que regularà a partir d'ara la disciplina i reunirà els diferents organismes nacionals. La nova federació ha nascut a partir d'una conferencia realitzada a Sud-àfrica a finals del 2023, la IARC.

### Organització estatal
El 1989 es funda l'Associació Espanyola de Clubs de Curses d'Orientació, i en aquest mateix any és reconeguda per la International Orienteering Federation com a membre de ple dret. El 1993 el Consell Superior d'Esports s'inscriu l'Agrupació Espanyola de Clubs d'Orientació amb el nombre 1 en el Registre d'Associacions Esportives. I el 28 de juliol de 2003 el Consell Superior d'Esports va aprovar la Constitució de la Federació Espanyola d'Orientació, sent el 10 d'agost quan quedà inscrita el Registre del Consell Superior d'Esports amb el núm. 65.
S’encarrega de l'organització de la Lliga Espanyola de Raids d'Aventura (LERA) i del Campionat d'Espanya de Raids d'Aventura i forma part de l'IARA des dels seus orígens.

### Organització nacional
Els Raids d'Aventura és una de les disciplines esportives incloses als estatuts de la Federació de Curses d'Orientació de Catalunya. És l'organització que té la màxima representació d'aquest esport al nostre país. Des del 2011 celebra la Copa Catalana de Raids d'Aventura i el Campionat de Catalunya que es fa anualment.

## Categories i nivells.
A Catalunya i a les proves FEDO els equips estaran formats de dos a quatre components. Les categories Elit, Aventura, Open i familiar podran englobar equips d'homes, dones o mixtes. Però per poder optar a ser Campió de Catalunya, els equips hauran de comptar amb una component femenina com a mínim.

## Proves que inclou la disciplina.
Les disciplines esportives que contempla el reglament de la FCOC són: orientació modalitat a peu, orientació modalitat rogaine, orientació modalitat amb BTT, cursa de muntanya, alpinisme, escalada, ràpel, maniobres amb cordes, vies ferrades, tirolina, barrancs, patins, tir amb arc, piragüisme, espeleologia, caiac de mar, ràfting, hidrospeed i natació en aigües obertes. Al llarg d'una prova es poden utilitzar qualsevol d'aquestes disciplines.

## Història
The Adventure Racing World Championship s’organitzen des del 2001. L'ARWS s’encarrega de la seva organització així com de les competicions a nivell continental que serveixen com a classificatòries.
També s’encarreguen de la publicació dels rànquings mundials AR. Són una classificació dels millors equips de raids d'aventura del món basada en els 4 millors resultats dels dos anys anteriors en esdeveniments de les sèries mundials AR. Un equip que participi a qualsevol cursa ARWS rep els Punts de Rànquing Mundial AR segons la seva posició final. Les curses ARWS inclouen les proves de nivell 1 com el Campionat del Món, les eliminatòries i les curses de demostració. També inclouen curses de nivell 2, com ara la sèrie de curses regionals ARWS 24 hores i campionats nacionals.
Els punts es ponderen amb el fet que el Campionat del Món d'AR concedeixi la major quantitat de punts, fins a les curses de nivell més curt amb menys punts.

### Campionats del Món
El campionat del món de raids d'aventures porta els equips a un viatge èpic sense parar de més de 600 km utilitzant diferents disciplines i la navegació pel medi natural. Es preveu que l'equip guanyador acabi la cursa en uns 4-5 dies aproximadament i els equips restants tenen permís fins a 8 dies per completar el recorregut.
El proper Campionat del Món del 2021 es disputarà a Galicia del 2 al 12 d'octubre.
Històric de campions del Món Arxivat 2021-01-20 a Wayback Machine.. Hi destaca la presencia del català de club Aligots Girona Orientació, Albert Roca, el 2013: